# Medicinski fakultet u Osijeku
Medicinski fakultet Osijek je znanstveno-nastavna sastavnica Sveučilišta Josipa Jurja Strossmayera u Osijeku koja ustrojava i izvodi sveučilišne studije te razvija znanstveni i stručni rad u znanstvenom i obrazovnom području biomedicine, kliničke medicine te javnoga zdravstva.

## Djelatnost
Medicinski fakultet Osijek provodi edukaciju budućih liječnika i drugih medicinskih stručnjaka, nastavnika i znanstvenika, provodi i potiče cjeloživotno učenje i primjenu medicine utemeljene na dokazima; provodi i potiče istraživanje i eksperimentalni razvoj u znanstvenim područjima: Prirodne znanosti te Biomedicina i zdravstvo, znanstvenoistraživački rad u područjima biomedicine, kliničke medicine i javnoga zdravstva, izdavačku djelatnost za potrebe nastave te znanstvenog i stručnog rada te ostale djelatnosti za potrebe Fakulteta i javnosti (DNA laboratorij, forenzička genetika, citogenetika, molekularna dijagnostika, elektronska i svjetlosna mikroskopija, denzitometrija itd.).

### Studijski programi
Na Fakultetu se provode sljedeći dodiplomski sveučilišni studijski programi:
- Sveučilišni integrirani preddiplomski i diplomski studij medicine (12 semestara)
- Integrirani preddiplomski i diplomski sveučilišni studij Medicina na njemačkom jeziku

- Sveučilišni preddiplomski studij medicinske laboratorijske dijagnostike (6 semestara)
- Sveučilišni diplomski studij medicinske laboratorijske dijagnostike (4 semestra)
- Interdisciplinarni diplomski studij na engleskom jeziku: Biotehnologija

Na Fakultetu se provodi i poslijediplomski doktorski studij Biomedicina i zdravstvo te nekolicina poslijediplomskih specijalističkih studija (Klinička epidemiologija, Ultrazvuk u kardiologiji, Anesteziologija, Reanimatologija i intenzivna medicina, Opća interna medicina, Oftalmologija i optometrija, Psihijatrija te Neurologija).

### Nastava
Medicinski fakultet Osijek provodi nastavnu djelatnost za dodiplomske i poslijediplomske studijske programe te stalno medicinsko usavršavanje za liječnike. Nastavu na Medicinskom fakultetu u Osijeku odlikuje nekolicina specifičnosti u usporedbi s drugim medicinskim fakultetima u Hrvatskoj, kao i ostalim znanstveno-nastavnim sastavnicama Sveučilišta:
- Preddiplomska nastava organizirana je u blokovima - kolegiji se slušaju i polažu jedan za drugim, što studentima omogućuje da se maksimalno posvete jednom predmetu. Iznimke su kolegiji koji se svojim sadržajem nadopunjuju i međusobno su usklađeni svojim izvedbenim planovima, pa tvore module (primjerice, Patofiziologija i Opća patologija).[3]
- Opterećenje studenata u pojedinom tjednu tijekom akademske godine veće je od najvećeg dopuštenog opterećenja na drugim fakultetima i odjelima na Sveučilištu.[4]
- Osim što se ispiti održavaju u redovnom jesenskom, zimskom i ljetnom ispitnom roku, na Medicinskom fakultetu zbog posebnosti izvođenja nastave postoji i ispitni rok koji se održava neposredno nakon završetka pojedinog nastavnog bloka.[5]
- Predavaonice Medicinskog fakulteta u krugu KBC-a Osijek.Oblici nastave na Fakultetu su predavanja, seminari te laboratorijske i kliničke vježbe. Student se u pravilu kontinuirano vrednuje tijekom nastavnoga bloka te na završnom ispitu koji se najčešće sastoji od pisanog, usmenog i praktičnog (demonstracijskog) ispita, čime se osigurava više neovisnih razina provjere usvojenoga znanja i kompetencija.[1]
- Vježbovne i seminarske skupine male su u odnosu na ostale fakultete, što je posljedica održavanja male upisne kvote studenata; važan čimbenik koji pridonosi kvaliteti nastave jest optimalan omjer nastavnika i studenata.[6]
- Nastava je na Medicinskom fakultetu anualna, a ne semestralna kao na ostalim visokim učilištima (studenti ne upisuju pojedini semestar, već nastava u kontinuitetu teče cijelu akademsku godinu).

Nastava se na dodiplomskim studijskim programima može ugrubo podijeliti na pretkliničku i kliničku nastavu. Pretklinička nastava obuhvaća usvajanje bazičnog biomedicinskog znanja iz područja kao što su molekularna i stanična biologija, biokemija, biofizika, histologija, anatomija, fiziologija i sl. Klinička, pak, nastava, obuhvaća usvajanje znanja iz užih specijalističkih i supspecijalističkih kliničkih disciplina (primjerice, interna medicina, infektologija, kirurgija, pedijatrija i sl.). Značajna razlika između organizacije pretkliničkih i kliničkih kolegija su vježbe, pri čemu su vježbe pretkliničkih kolegija uglavnom laboratorijske i sekcijske vježbe, dok je to na kliničkim kolegijima praktični rad na Klinikama i medicinskim dijagnostičkim laboratorijima.

### Znanost
Na Medicinskom fakultetu Osijek definirani su glavni istraživački pravci te je profilirano nekoliko interdisciplinarnih grupa koje povezuju bazična s kliničkim istraživanjima (translacijska medicina), a to su:
- kardiovaskularne bolesti i vaskularna fiziologija, kronične neurodegenerativne i degenerativne bolesti
- imunologija i autoimune bolesti, kronične metaboličke bolesti
- zaštita zdravlja žena
- medicinska genetika i DNA analiza, farmakogenomika
- napredna molekularna dijagnostika, te istraživanja na animalnim modelima i razvoj transgeničnih modela

U sklopu Medicinskog fakulteta Osijek djeluje Znanstveni centar izvrsnosti za personaliziranu medicinu. To je jedini znanstveni centar izvrsnosti na području Hrvatske koji se nalazi izvan Zagreba. Fakultet je od 2005. član međunarodnog znanstvenog konzorcija RECOOP-HST (Regional Cooperation in Health, Science and Technology). Medicinski fakultet posjeduje suvremeno opremljen vivarij, nastambu za pokusne životinje s pripadnim laboratorijima te suvremeno opremeljene specijalizirane istraživačke laboratorije koji djeluju pri zavodima Fakulteta. Medicinski fakultet Osijek osnivač je i izdavač znanstvenog časopisa Southeastern European Medical Journal koji objavljuje recenzirane originalne znanstveno-istraživačke radove iz područja kliničke medicine i temeljnih medicinskih znanosti.
U razdoblju od 2011. do 2018. godine znanstvenici Fakulteta bili su nositelji 25 projekata, triju programa Ministarstva znanosti, obrazovanja i športa, 66 projekata iz sredstava Ministarstva za financiranje znanosti, sedam projekata Sveučilišta, dvaju projekata Sveučilišta za suradnju sa stranim istraživačima te triju istraživačkih projekata Sveučilišta. Sredstvima Hrvatske zaklade za znanost (HRZZ) financirano je sedam znanstvenoistraživačkih projekata. Znanstvenici Fakulteta sudjelovali su u provedbi triju bilateralnih međunarodnih projekata, 30 međunarodnih znanstvenoistraživačkih projekata (Višegrad 4 Fund, RECOOP-HST projekti), sedam IPA HUHR projekata, dvaju projekata Europskoga socijalnog fonda (ESF), više projekata Međunarodne agencije za atomsku energiju (International Atomic Energy Agency, IAEA,) za zaštitu od zračenja te deset projekata suradnje s gospodarstvom.

## Ustroj fakulteta
Fakultet je ustrojen kao javno visoko učilište i znanstveno-nastavna sastavnica Sveučilišta J. J. Strossmayera u Osijeku. Funkcionalni ustroj obuhvaća zavode koji se sastoje od katedri i pridruženih im laboratorija. Osim zavoda, katedri i laboratorija, ustrojbene jedinice Fakulteta čine klinike, klinički zavodi i nastavne baze. Posebne ustrojbene jedinice su Knjižnica, Kabinet kliničkih vještina, Vivarij i Tajništvo.
Najveću i glavnu nastavnu bazu Fakulteta čini Klinički bolnički centar Osijek. Medicinski fakultet Osijek jedini je medicinski fakultet u Hrvatskoj koji dijeli isti kampus sa svojom glavnom nastavnom bazom, odnosno, smješten je unutar kompleksa KBC-a. Medicinski fakultet ima još dvadesetak ostalih nastavnih baza.

### Fakultetsko vijeće
Stručno vijeće Fakulteta je Fakultetsko vijeće, koje u pravilu čine predsjednici katedri, predstavnici nastavnika i suradnika izabranih u nastavna, odnosno suradnička zvanja, predstavnici studenata te predstavnik zaposlenika, a dekan i prodekani su članovi Fakultetskog vijeća prema položaju.

### Dekanski kolegij
Dekanski kolegij čini dekan i prodekani: prodekan za nastavu i studente, prodekan za suradnju s nastavnim bazama, prodekan za znanost, prodekan za poslijediplomske studije te prodekan za međuinstitucijsku suradnju i razvoj. Pridruženi član dekanskog kolegija je tajnik Fakulteta.

## Studentske organizacije

### Studentski zbor
Studentski zbor Medicinskog fakulteta predstavničko je tijelo studenata birano na studentskim izborima. Zadaća mu je štititi interese svih studenata Fakulteta, sudjelovati u odlučivanju u tijelima Fakulteta te tako skrbiti o kvaliteti studijskog procesa, studentskom standardu, ostvarivanju studentskih prava i drugim pitanjima važnim za studente Fakulteta. Studentski zbor također provodi i izbor studentskog pravobranitelja.

### Studentske udruge
- CroMSIC Osijek - Međunarodna udruga studenata medicine (IFMSA)[14]
- EMSA Osijek - Europska medicinska studentska asocijacija (EMSA)
- Senzos - Studentska udruga za bazičnu i kliničku neuroznanost[15]
- SportMEFOS - športsko studentsko udruženje
- CMLDSA - Udruženje studenata medicinsko-laboratorijske dijagnostike u Hrvatskoj[16]

### Alumni klub
Alumni klub MEFOS klub je bivših studenata koji su obranili završni rad, diplomirali ili doktorirali na Medicinskom fakultetu Osijek, odnosno na Dislociranom studiju medicine u Osijeku Medicinskog fakulteta u Zagrebu.

## Povijest

### Osnutak studija Medicine u Osijeku
30. kolovoza 1979. godine odlukom Sekretarijata za prosvjetu, kulturu i fizičku kulturu SR Hrvatske u Osijeku je otvoren dislocirani Studij medicine pri Medicinskom fakultetu Sveučilišta u Zagrebu. Prva je generacija Studija medicine upisana u akademskoj godini 1979./1980. Nastava se odvijala u prostorijama Pedagoškog fakulteta, Pravnog fakulteta, Rektorata, srednjoškolskog centra Ruđera Boškovića te u tadašnjoj Općoj bolnici Osijek i Domu zdravlja Gornji grad. 1988. tadašnji su asistent Aleksandar Včev i student Marinko Žulj pokrenuli inicijativu za osnivanje Društva za utemeljenje i razvoj studija medicine u Osijeku.
Kako je održavanje nastave na više udaljenih lokacija predstavljalo problem, vodstvo je zagrebačkog Medicinskog fakulteta zatražilo od osječkih gradskih vlasti izgradnju zgrade za potrebe studija. Osječki Ekonomsko-tehnički zavod projektirao je Zgradu temeljnih biomedicinskih znanosti. Radovi su započeli arheološkim iskapanjima u lipnju 1989., a izgradnja je počela 1990. Tijekom Domovinskoga rata radovi su prekinuti, a atomsko sklonište u podrumu zgrade korišteno je kao sklonište za zbrinjavanje bolesnikâ tadašnje Kliničke bolnice Osijek.

### Osnutak samostalnog Medicinskog fakulteta
1994. godine ispunjeni su uvjeti za nastavak radova na Zgradi temeljnih biomedicinskih znanosti te je osnovan Odbor za prerastanje dislociranog Studija medicine u Medicinski fakultet Sveučilišta J. J. Strossmayera u Osijeku. Osnivanje Medicinskog fakulteta unutar osječkog Sveučilišta podržali su tadašnji potpredsjednik Vlade Republike Hrvatske i ministar znanosti, tehnologije i športa prof. dr. sc. Ivica Kostović, rektorica prof. dr. sc. dr. hc. Gordana Kralik, prorektor prof. dr. sc. Radoslav Galić te dekan Medicinskog fakulteta Sveučilišta u Zagrebu prof. dr. sc. Niko Zurak.
15. lipnja 1998. održana je prva sjednica Fakultetskog vijeća, a 22. rujna 1998. svečano je otvoren Medicinski fakultet Sveučilišta Josipa Jurja Strossmayera u Osijeku.
Prvi dekan bio je prof. dr. sc. Antun Tucak.

### Osnutak Fakulteta za dentalnu medicinu i zdravstvo
25. travnja 2017. godine odlukom Sveučilišta osnovan je u Osijeku Fakultet za dentalnu medicinu i zdravstvo, a Ministarstvo znanosti i obrazovanja izdalo je dopusnicu za rad i prijenos sljedećih studijskih programa s Medicinskoga fakulteta na novoosnovani fakultet:  integrirani preddiplomski i diplomski sveučilišni studij Dentalna medicina, preddiplomski sveučilišni studij Dentalna higijena, preddiplomski sveučilišni studij Sestrinstvo, preddiplomski sveučilišni studij Sestrinstvo (dislocirani studij u Pregradi i Novoj Gradiški), preddiplomski sveučilišni studij Fizioterapija (uključujući dislocirani studij u Orahovici), diplomski sveučilišni studij Sestrinstvo, diplomski sveučilišni studij Sestrinstvo (dislocirani studij u Čakovcu) te diplomski sveučilišni studij Fizioterapija (dislocirani studij u Orahovici).
Od osnutka novoga fakulteta te prijenosa studijskih programa, od akademske godine 2017./2018., na Medicinskom se fakultetu izvodi sveučilišni integrirani preddiplomski i diplomski studij Medicina, sveučilišni preddiplomski studij Medicinske laboratorijske dijagnostike te sveučilišni diplomski studij Medicinske laboratorijske dijagnostike.
2018. godine Medicinski fakultet u Osijeku proslavio je 40 godina studija medicine u Osijeku te 20 godina od osnutka samostalnog medicinskog fakulteta. Medicinski fakultet Osijek od akademske godine 2021./2022. pokreće sveučilišni integrirani preddiplomski i diplomski studij medicine na njemačkom jeziku namijenjen stranim studentima s njemačkog govornog područja. 

### Dekani
1. prof. dr. sc. Antun Tucak, prim. dr. med. (1998. – 2003.)
2. prof. dr. sc. Krešimir Glavina, prim. dr. med. (2003. – 2005.)
3. prof. dr. sc. Pavo Filaković, prim. dr. med. (2005. – 2009.)
4. prof. dr. sc. Aleksandar Včev, prim. dr. med. (2009. – 2017.)
5. prof. dr. sc. Jure Mirat, dr. med. (2017. – 2021.)
6. prof. dr. sc. Ivica Mihaljević, dr. med. (2021. - danas)

## Ostalo
Medicinski fakultet Osijek bio je početkom 2018. godine u središtu medijske pozornosti zbog diplomiranih studenata sveučilišnog diplomskog studija medicinsko laboratorijske dijagnostike koji u Republici Hrvatskoj ne mogu naći posao jer njihova diploma magistra medicinsko laboratorijske dijagnostike nije upisana u Zakon o djelatnostima u zdravstvu. Europska unija je 2005. donijela direktivu kojom je to pitanje regulirano, no Hrvatska direktivu nije provela. Istovremeno, magistri medicinsko laboratorijske dijagnostike mogu se zaposliti u ostalim zemljama članicama Europske unije.

## Vanjske poveznice
- Službene stranice